# Eileen Davidson
Eileen Marie Davidson (Artesia, 15 de junho de 1959) é uma ex-modelo, escritora e atriz estadunidense. Ela é mais conhecida por seus papéis nas novelas Days of Our Lives da NBC, The Young and the Restless e The Bold and the Beautiful
, da CBS.